# Thierry Perreux
Thierry Perreux (* 4. März 1963 in Soisy-sous-Montmorency) ist ein französischer Handballtrainer und ehemaliger Handballspieler.

## Karriere
Der 1,78 m große Thierry Perreux spielte auf der Position Rechtsaußen. Der Linkshänder begann bei Saint-Gratien/Sannois HB mit dem Handballspiel. 1980 wechselte er zum Erstligisten USM Gagny, mit dem er 1981, 1982, 1985, 1986 und 1987 französischer Meister sowie 1987 Pokalsieger wurde. Nach elf Jahren verließ er Gagny und lief in der Saison 1991/92 für Vénissieux HB auf, mit dem er 1992 das Double gewann. Die folgenden vier Spielzeiten war er für den finanzkräftigen Verein OM Vitrolles aktiv, mit dem er 1994 und 1996 Meister, 1993 und 1995 Pokalsieger sowie 1993 Sieger im Europapokal der Pokalsieger wurde. Zum Abschluss seiner Karriere spielte er bis 1998 für UMS Pontault-Combault HB.
Mit der Französischen Nationalmannschaft gewann Thierry Perreux bei den Olympischen Spielen 1992 die Bronzemedaille. Ein Jahr darauf wurde er bei der Weltmeisterschaft Vize-Weltmeister. Der größte Erfolg gelang ihm bei der Weltmeisterschaft 1995, bei der er Weltmeister wurde. Insgesamt bestritt Perreux 248 Länderspiele, in denen er 476 Tore erzielte.
Nach seinem Karriereende war Thierry Perreux ab 2002 Trainer in Villeurbanne und ab 2007 bei Tremblay-en-France Handball. Ab 2012 war Perreux Assistenztrainer seines langjährigen Weggefährten Philippe Gardent bei Paris Saint-Germain, mit dem er 2013 die Meisterschaft gewann.

## Erfolge
als Spieler
- Französischer Meister 1981, 1982, 1985, 1986, 1987, 1992, 1994 und 1996
- Französischer Pokalsieger 1987, 1992, 1993 und 1995
- Europapokal der Pokalsieger 1993
- Bronze bei den Olympischen Spielen 1992
- Silber bei der Weltmeisterschaft 1993
- Gold bei der Weltmeisterschaft 1995

als (Co-)Trainer
- Französischer Meister 2013
- Französischer Pokalsieger 2014